# 구글과 관련된 개인정보 문제
2012년 3월 16일 구글의 개인정보 보호정책 변경으로 회사는 다양한 서비스에서 데이터를 공유할 수 있게 되었다. 이러한 삽입된 서비스에는 애드센스 및 애널리틱스를 사용하는 수백만 개의 타사 웹사이트가 포함된다. 이 정책은 인터넷 사용자가 온라인에서 하는 일을 더 두려워하고 경계하게 함으로써 인터넷 혁신을 저해하는 환경을 조성했다는 이유로 널리 비판을 받았다.
2009년 12월경 개인 정보 보호 문제가 제기된 후 구글의 CEO인 에릭 슈미트는 현실적으로 구글을 포함한 검색 엔진은 이 정보를 얼마 동안 보유하고 있으며 당국에 제공되었다고 말했다.
프라이버시 인터내셔널(Privacy International)은 수백만 명의 인터넷 사용자 검색이 포함된 널리 사용되는 데이터 웨어하우스를 중앙에 위치시키는 것의 위험 및 개인 정보 보호 영향과 논란이 되고 있는 기존 미국 법률에 따라 구글이 이러한 모든 정보를 미국 정부에 넘겨야 하는 방식에 대해 우려를 제기했다. 프라이버시 인터내셔널은 2007년 협의 보고서에서 구글을 "개인 정보 보호에 적대적"으로 평가했으며 이는 보고서에서 가장 낮은 등급으로 구글이 목록에서 이 순위를 받은 유일한 회사가 되었다.
2010년 테크노미(Techonomy) 컨퍼런스에서 에릭 슈미트는 "진정한 투명성과 익명성 없음"이 인터넷이 가야 할 길이라고 예측했다. 사람들을 위한 검증된 이름 서비스가 필요하다. 정부가 이를 요구할 것이다."라고 말했다. 또 그는 "내가 당신의 메시지와 위치를 충분히 보고 인공 지능을 사용하면 어디로 갈지 예측할 수 있다. 당신의 사진 14장을 보여주면 당신이 누구인지 식별할 수 있다. 인터넷에 자신의 사진이 14장이나 있지 않은가? 페이스북 사진이 있다!"
2016년 여름, 구글은 더블클릭 광고 서비스에서 개인 식별 정보에 대한 금지를 조용히 해제했다. 구글의 개인정보 보호정책은 더블클릭을 통해 얻은 웹 탐색 기록과 회사가 다른 구글 서비스를 사용하여 얻은 정보를 결합할 수 있다고 명시하도록 변경되었다. 신규 사용자는 자동으로 옵트인되었지만 기존 사용자는 옵트인 여부를 묻고 구글 계정의 "내 계정" 페이지에 있는 "활동 제어"로 이동하여 옵트아웃할 수 있다. 프로퍼블리카(ProPublica)는 "변화의 실질적인 결과는 웹에서 사람들을 따라다니는 더블클릭 광고가 이제 귀하의 이름과 구글이 당신에 대해 알고 있는 기타 정보를 기반으로 사용자 정의될 수 있다는 것이다. 이메일에 쓰는 모든 것, 방문하는 모든 웹사이트, 수행하는 검색을 기반으로 이름별로 사용자의 완전한 초상화를 구축하기를 원했다."라고 말했다. 구글은 웹 광고를 타겟팅하기 위해 현재 Gmail 키워드를 사용하지 않는다는 사실을 정정하기 위해 프로퍼블리카에 연락했다.
비즈니스 인사이더의 기자 쇼나 고시(Shona Ghosh)는 구글에 대한 디지털 저항 운동이 증가하고 있다고 언급했다. 구글 제품 사용을 자제하기 위해 조직된 구글 비평가의 주요 허브로서 서브레딧 r/degoogle의 레딧 페이지가 있다. 시민의 자유를 다루는 비영리 단체인 EFF(Electronic Frontier Foundation)는 설문 조사를 실시한 후 대다수의 학부모, 학생 및 교사가 학생의 개인 정보가 침해되고 있다고 우려하는 것으로 나타난 후 학생 데이터와 관련된 개인 정보 보호 문제에 대한 우려를 제기했다. EFF에 따르면 연방통상위원회는 구글이 2018년 교육부와 회담을 가진 후에도 학생 데이터와 검색 결과를 수집하고 있다는 대중의 불만을 무시해 왔다.
구글은 거부권을 사용하여 W3C 개인정보 보호 제안을 차단한다.

## 같이 보기
- Don't Be Evil
- 구글의 역사
- 인터넷 프라이버시